# 董和
董 和（とう か/とう わ、生没年不詳）は、中国後漢末期の武将・政治家。荊州南郡枝江県の人。字は幼宰。子は董允。孫の名は不詳。曾孫は董宏。『三国志』蜀志に伝がある。

## 生涯
先祖は益州巴郡江州県の出身だという。
後漢末期、一族を引き連れて益州へ移住した。劉璋に取り立てられ、牛鞞県長・江原県長・成都県令を歴任した。
董和は任地において法を厳格にし、自身も倹約に努めたため、奢侈に乱れた風俗は改まり、法を犯す者はいなくなった。地域の有力者らは董和のやり方を嫌い、劉璋に董和を遠ざけるよう進言すると、董和は巴東属国都尉に転任が決まった。しかし、領民は董和を慕っており、留任を乞う者が数千人に及んだことを受け、転任は2年間保留になった。
その後、益州太守に昇格となった。清廉さと倹約ぶりは以前と変わらなかったという。異民族とも協調したため、南方はよく治まった。
ある時、李恢のおばの夫である爨習は法を犯し、李恢も連座して免職となるところであった。だが、董和は爨習が豪族出身であることを理由に罪を許し、李恢の辞職を認めなかった。後に董和は李恢を州に推挙している。
劉備が益州に入ると、董和は掌軍中郎将に任じられた。諸葛亮と共に左将軍大司馬府の事務を担当し、仕事の無駄を省くと共に、諸葛亮と親しく付き合った。
内外の重職を務めること20余年、死去した際、家に財産は全く残されていなかった。
後に諸葛亮は董和を追慕し、部下の官吏に董和の仕事ぶりを見習うよう訓示した。
子の董允は費禕と並んで優秀であると評判だったが、董和は許靖の子の葬儀での一件から、董允より費禕の方が優れていると考えるようになったという。

## 評価
陳寿の巻末の評では、『詩経』の詩中のように行いが質素だったと評されている。
楊戯の『季漢輔臣賛』では、「清廉で不動の心を持って直言を吐き、領民に慕われた」と称えられている。